# Итальянская улица (Одесса)
Улица Итальянская — улица в Одессе, в исторической части города. От Думской до Привокзальной площади.

## История
Впервые появляется на карте города в 1827 году.
Первоначальное название — Итальянская. 25 июня 1880 году улицу переименовывают в «Пушкинскую». Название связано с тем, что музей останавливавшемуся в разных домах Одессы А. С. Пушкину решили открыть именно на этой улице, в д. 13. На этой улице находится и памятник Пушкину с тростью (иногда без), установленный к 200-летию со дня рождения поэта. В июле 2024г. переименована обратно в  Итальянскую.

## Достопримечательности
По улице расположено Почетное консульство Италии, Музей западного и восточного искусства, Одесская областная филармония (бывшая «Новая биржа»), гостиница «Бристоль», Центральный универмаг.
- д. 2 — Отель «Европейский»
- д. 3 — дом Рафаловича (1870, Ф. В. Гонсиоровский) ныне прокуратура Одесской области
- д. 4 — Дом Маразли (ныне — Одесское областное базовое медицинское училище)
- д. 5 — Дом Переца (1881, Ф. В. Гонсиоровский)
- д. 6 — Дом Ягницкого (1835, архитектор Ф.Боффо)[2]
- д. 7 — Почетное консульство Италии в Одессе
- д. 8 — Доска профессору П. С. Столярскому[3] на доме Питкиса (1881, А. Ниес)
- д. 9 — Музей западного и восточного искусства[4]
- д. 10 — Общество взаимного кредита (1901—1903, А. А. Бернардацци)
- д. 12 — Дом банковских служащих, построенный в 1906 году по проекту архитектора Ю. М. Дмитренко[5]. Внутри расположен уникальный в городе Одесский дворик искусств, созданный известным одесским скульптором-реставратором А. А. Мирзоевым, а также информационная мемориальная доска в честь мастера.
- д. 13 — Музей Пушкина
- д. 15 — гостиница «Бристоль»
- д. 18 — Дом П. Ф. Францова (ок. 1848, архитектор И. О. Даллаква); ныне Одесское высшее профессиональное училище морского туристического сервиса[6]
- д. 20/18 — Бродская синагога
- д. 29 — доходный дом Анатра (1884, архитектор Гонсиоровский)
- д. 32 — Бывшее Одесское отделение Российско-американской резиновой мануфактуры «Треугольник» (Бизнес-центр «Пушкинский»)
- д. 37 — доходный дом С. И. Асвадурова (1913—1914, Л. М. Чернигов, Я. С. Гольденберг)
- д. 70 — Табачная фабрика братьев Поповых
- д. 72 — ЦУМ
- д. 79 — Ильинский монастырь

## Известные жители
Улица знаменита тем, что на ней жил великий русский поэт Александр Сергеевич Пушкин.
д. 34 — советский писатель Всеволод Азаров

## В кинематографе
Гостиница «Бристоль» (бывшая «Красная» в фильме «Дежа вю») расположена на Пушкинской улице
На улице снят ряд эпизодов фильма «Приморский бульвар» (Лена рассказывает об улице во время автобусной экскурсии)
Вокруг Центрального универмага и его работников разворачивается сюжет фильма-детектива «Роза ветров» из сериала «Особый случай».